# Лавассааре
Лавассааре (ест. Lavassaare) — селище на заході Естонії.

## Географія
Селище належить до повіту Пярнумаа. Знаходиться за 25 км на північний захід від міста Пярну. Населення — 489 жителів (2012 р).

## Економіка
Лавассааре — селище торфовищ, що виникло поблизу великого торф'яного болота. Торф'яна галузь і досі залишається основною в селищі. Жителі селища працюють в основному на торфорозробках і на вузькоколійній залізниці, що їх обслуговує.